# 世民酒店

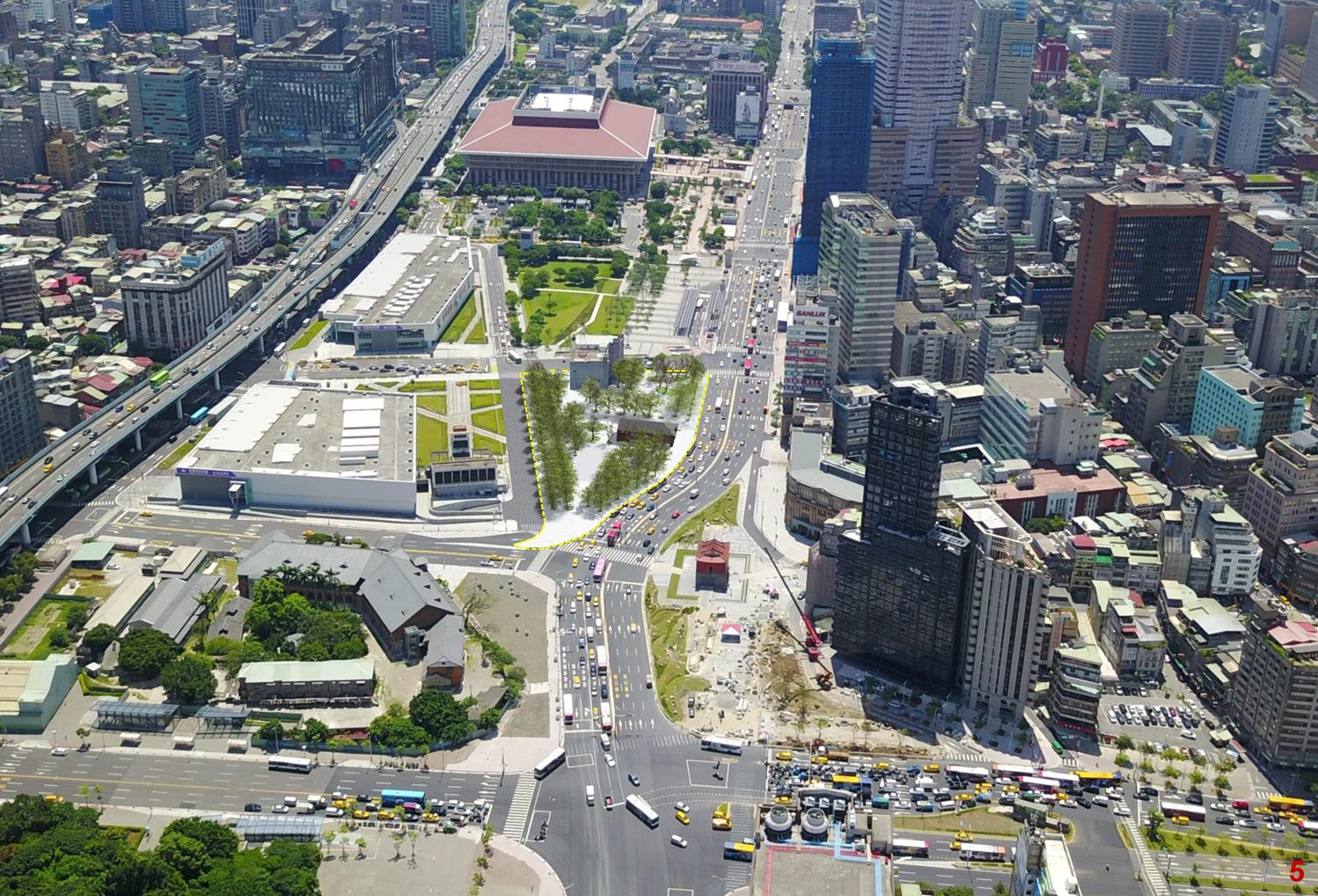
台北北門世民酒店與臺北府城北門相鄰

世民酒店 （英語：CitizenM）是一個總部位於荷蘭的連鎖飯店，在2008年於阿姆斯特丹史基普機場開設第一個據點，隨後在2009年也在阿姆斯特丹市中心開設了第二間據點。該品牌的海外第一間飯店位於格拉斯哥，於2010年開幕，其後在2012年也在倫敦開設其飯店。其亞洲的第一個據點也在2017年於臺北開幕。

## 公司
世民酒店由Rattan Chadha和Michael Levie在2005年共同建立，品牌和標誌是由KesselsKramer所設計。

## 全球飯店位置
- 世民酒店阿姆斯特丹史基浦機場(2008年) 230間客房
- 世民酒店阿姆斯特丹(2009年) 215間客房
- 世民酒店格拉斯哥(2010年) 198間客房
- 世民酒店倫敦(2012年) 192間客房
- 世民酒店鹿特丹(2013年) 151間客房
- 世民酒店紐約時代廣場
- 世民酒店巴黎戴高樂機場(2014年) 230間客房
- 世民酒店倫敦塔(2016年) 370間客房
- 世民酒店倫敦-肖迪奇(2016年) 246間客房
- 世民酒店巴黎拉德芳斯(2017年) 175間客房
- 世民酒店台北北門(2017年) 267間客房 (26層樓)[4]
- 世民酒店巴黎里昂車站(2017年) 338間客房
- 世民酒店紐約包厘街(2018年)
- 世民酒店哥本哈根Radhuspladsen(2018年) 238間客房
- 世民酒店吉隆坡武吉免登(2018年) 210間客房[5]
- 世民酒店蘇黎世(2019年) 160間客房
- 世民酒店波士頓北站(2019年)
- 世民酒店阿姆斯特丹Amstel(2019年)
- 世民酒店西雅圖南聯合湖(2019年)
- 世民酒店巴黎歌劇院(2020年)[6]
- 世民酒店日內瓦(2020年)
- 世民酒店華盛頓首都(2020年)
- 世民酒店邁阿密布里克爾(2020年)
- 世民酒店洛杉磯市中心(2020年)
- 世民酒店洛杉磯好萊塢(2020年)
- 世民酒店西雅圖開拓者廣場(2020年)